# City University (London)
City, officielt City, University of London, er et universitet i London. Hovedbygningerne ligger ved Northampton Square i Clerkenwell.
| Skole | Spire Denne artikel om en skole, en uddannelsesinstitution eller uddannelse er en spire som bør udbygges. Du er velkommen til at hjælpe Wikipedia ved at udvide den. |

51°31′38″N 0°06′09″V / 51.527264°N 0.102469°V